# یونیورسو ترویزو
یونیورسو ترویزو (انگلیسی: Universo Treviso Basket) باشگاه بسکتبال در سری آ۲ بسکتبال ایتالیا است.